# Papierklem

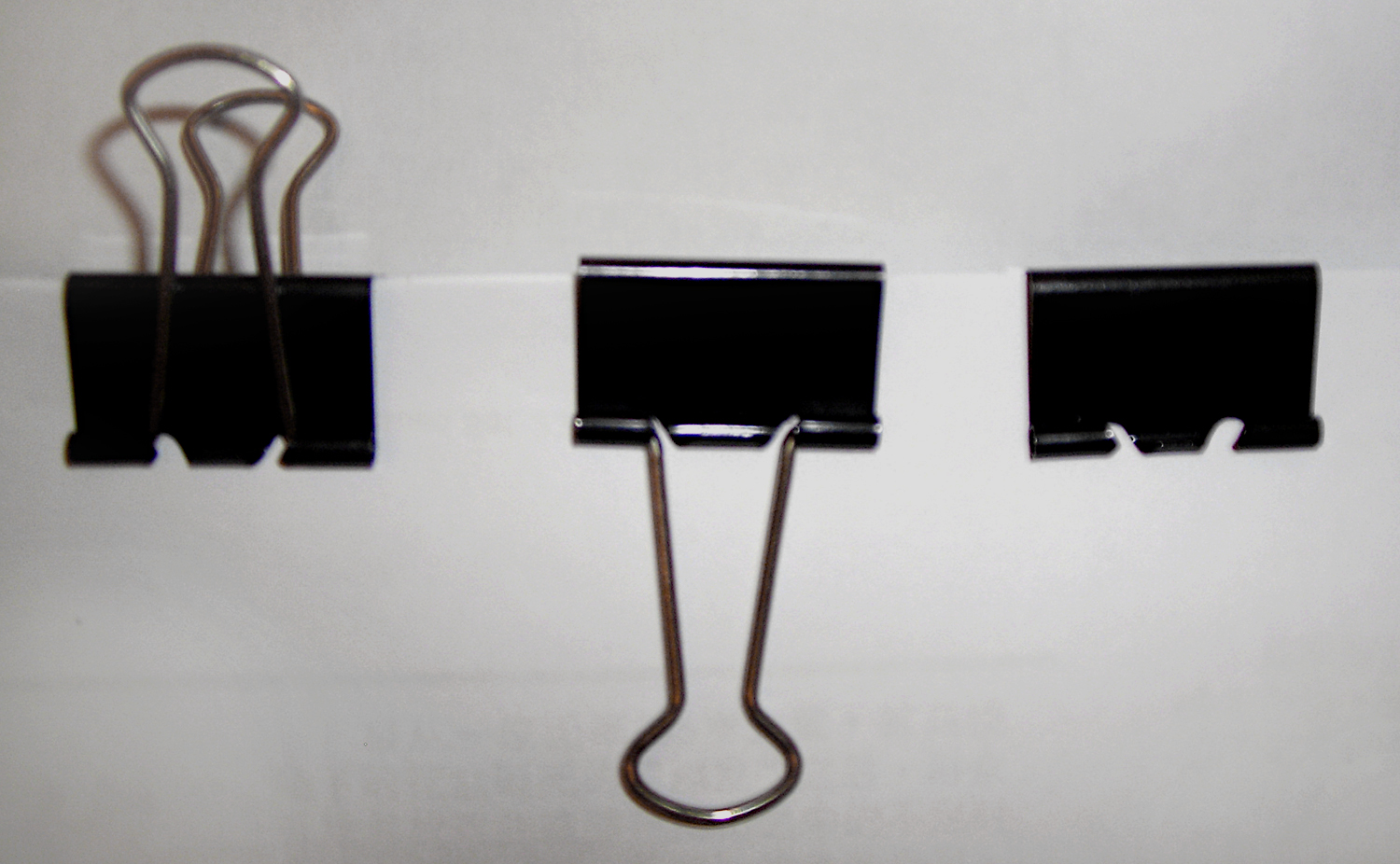
De klemmetjes worden op het papier bevestigd, en de hendeltjes kunnen worden teruggevouwen om niet uit te steken. Men kan de hendeltjes ook volledig verwijderen voor een min of meer permanente binding.

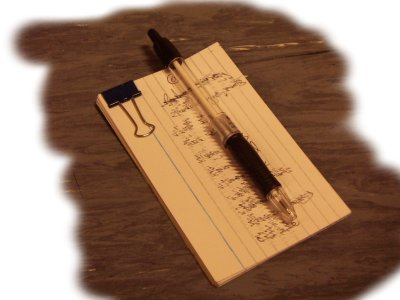
Papierklem om een 'hipster PDA' bij elkaar te houden.

Een papierklem is een kleine metalen klem die bedoeld is om verschillende vellen papier bij elkaar te houden. Papierklemmen zijn geschikt voor een dikkere stapel vellen dan een paperclip, en in tegenstelling tot sommige andere bindmethoden zoals het nietje en de bindrug, hoeft het papier niet te worden geperforeerd en is de klem eenvoudig te verwijderen.
De klem werd in het begin van de twintigste eeuw uitgevonden door Louis E. Baltzley uit Washington D.C., die in de Verenigde Staten in 1910 octrooi aanvroeg op zijn uitvinding onder nummer 1,139,627 en dit octrooi in 1915 verkreeg.

## Zie ook

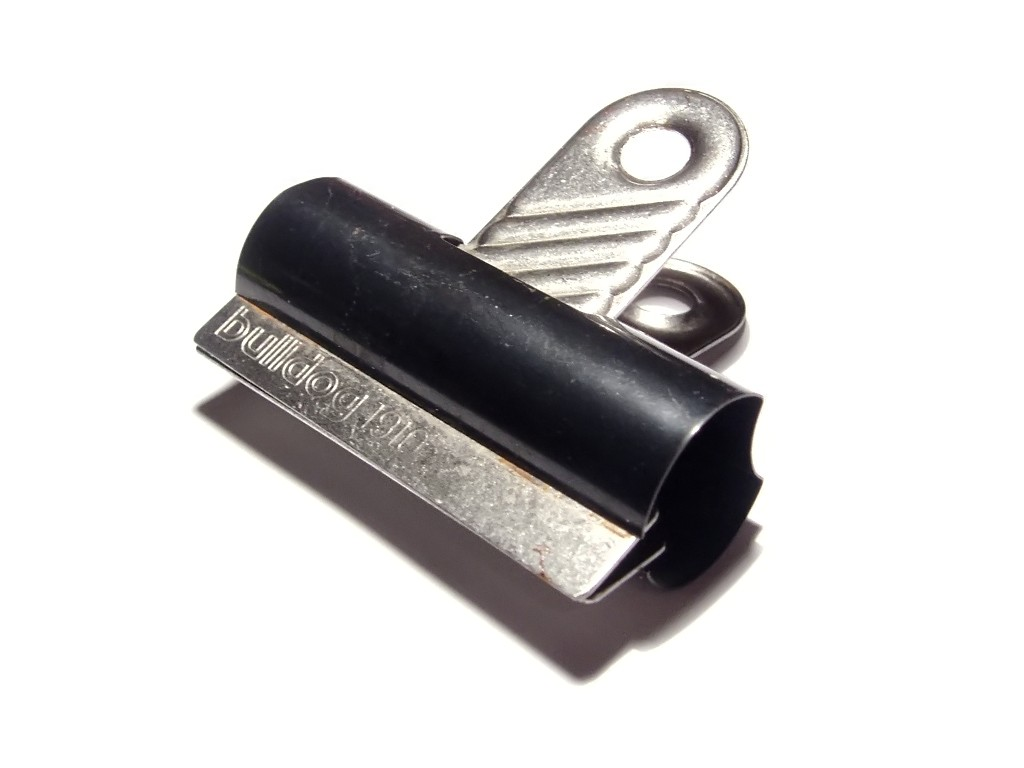
Een zwaardere papierklem, ook bekend onder de merknaam 'Bulldogclip'.